# Tabangacris
Tabangacris is een geslacht van rechtvleugeligen uit de familie sabelsprinkhanen (Tettigoniidae). De wetenschappelijke naam van dit geslacht is voor het eerst geldig gepubliceerd in 1966 door Willemse.

## Soorten
Het geslacht Tabangacris omvat de volgende soorten:
- Tabangacris albolineata Ingrisch, 1998
- Tabangacris borneensis Willemse, 1966
- Tabangacris tetrigoides Ingrisch, 1998